# 肯納德 (印第安納州)
肯納德（英語：Kennard）是一個位於美國印第安納州亨利縣的城鎮。

## 人口
根據2010年美國人口普查的數據，肯納德的面積為1.10平方千米，當中陸地面積為1.10平方千米，而水域面積為0.00平方千米。當地共有人口471人，而人口密度為每平方千米428人。